# Bandkeramischer Brunnenbau

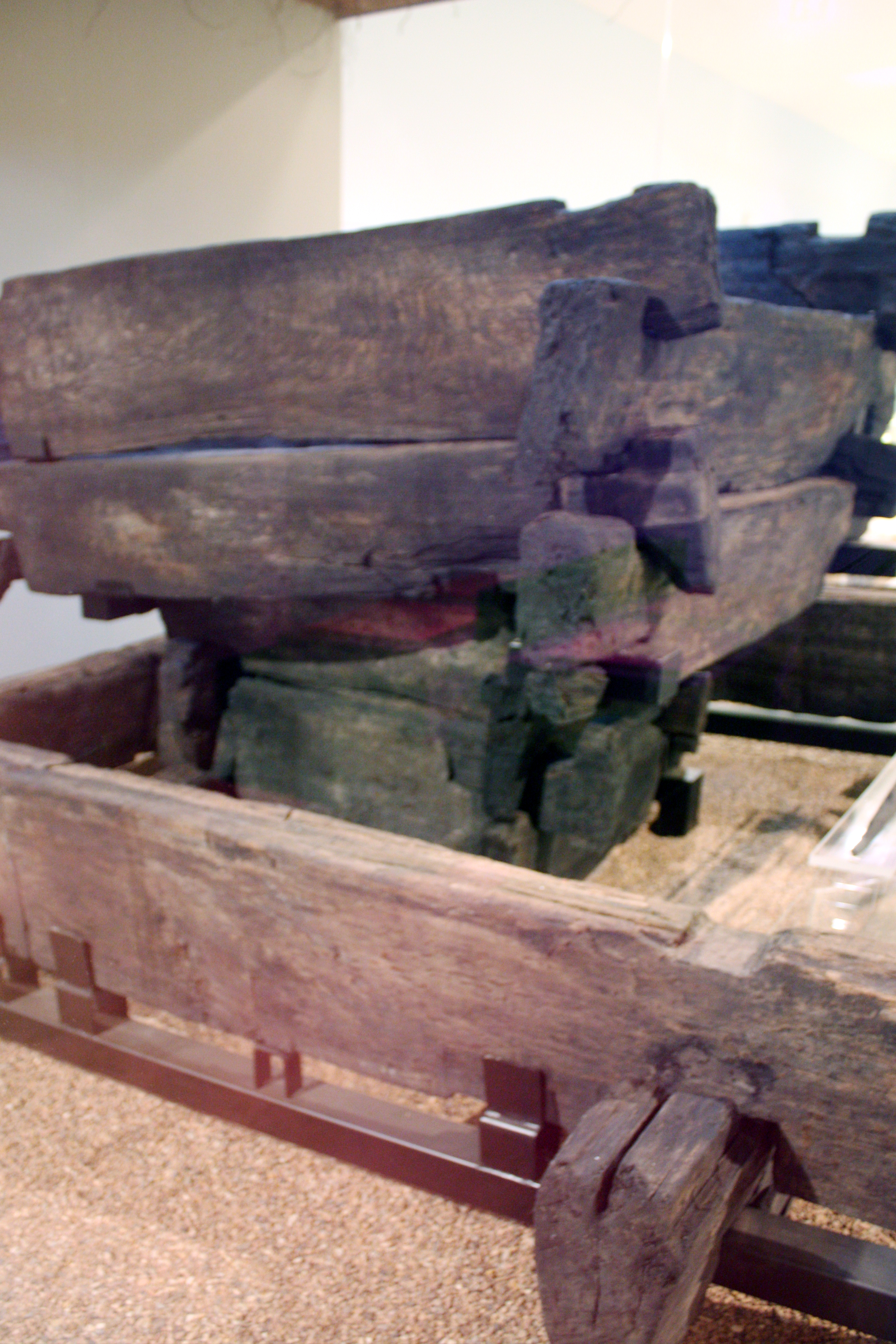
Hölzerner Verbau eines Brunnens der linearbandkeramischen Kultur (LBK) um 5300 v. Chr., Kückhoven (Erkelenz)

Brunnen gehören zu wichtigen archäologischen Befunden in Siedlungen der Bandkeramischen Kultur. Brunnen sind ein charakteristisches Merkmal neolithischer Lebensweise, das sich in die typischen Merkmale der Neolithisierung (Sesshaftigkeit, Hausbau, Ackerbau, Viehhaltung, später dann Töpferei) einfügt. 2016 waren mindestens 48 Brunnen bekannt, die Aufschlüsse über die Wasserversorgung bandkeramischer Siedlungen ermöglichen.
Bis zu 15 Meter tiefe bandkeramische Brunnen sind in Deutschland freigelegt worden. Häufig waren sie mit Bohlen in Blockbauweise ausgekleidet (sog. Kastenbrunnen) oder es wurde ein Schacht aus ausgehöhlten Stammtrommeln eingelassen (sog. Röhrenbrunnen). Es ist umstritten, ob alle Brunnen mit einem hölzernen Schacht ausgestattet waren, da in manchen Brunnen keine Holzreste gefunden wurden. In der Regel wird die zur Anlage des Brunnens ausgehobene Grube Zug um Zug mit dem Einsetzen des Brunnenschachts wieder mit dem Aushubmaterial aufgefüllt. Neben den Brunnenkästen gibt es keine Hinweise auf einen sichernden Verbau der Gruben während der Bauzeit (die so genannte Pölzung). Die dicht gefügten und in der Regel auch kalfaterten Brunnenkästen dienten zugleich auch als Vorratsbehälter für das Grundwasser.

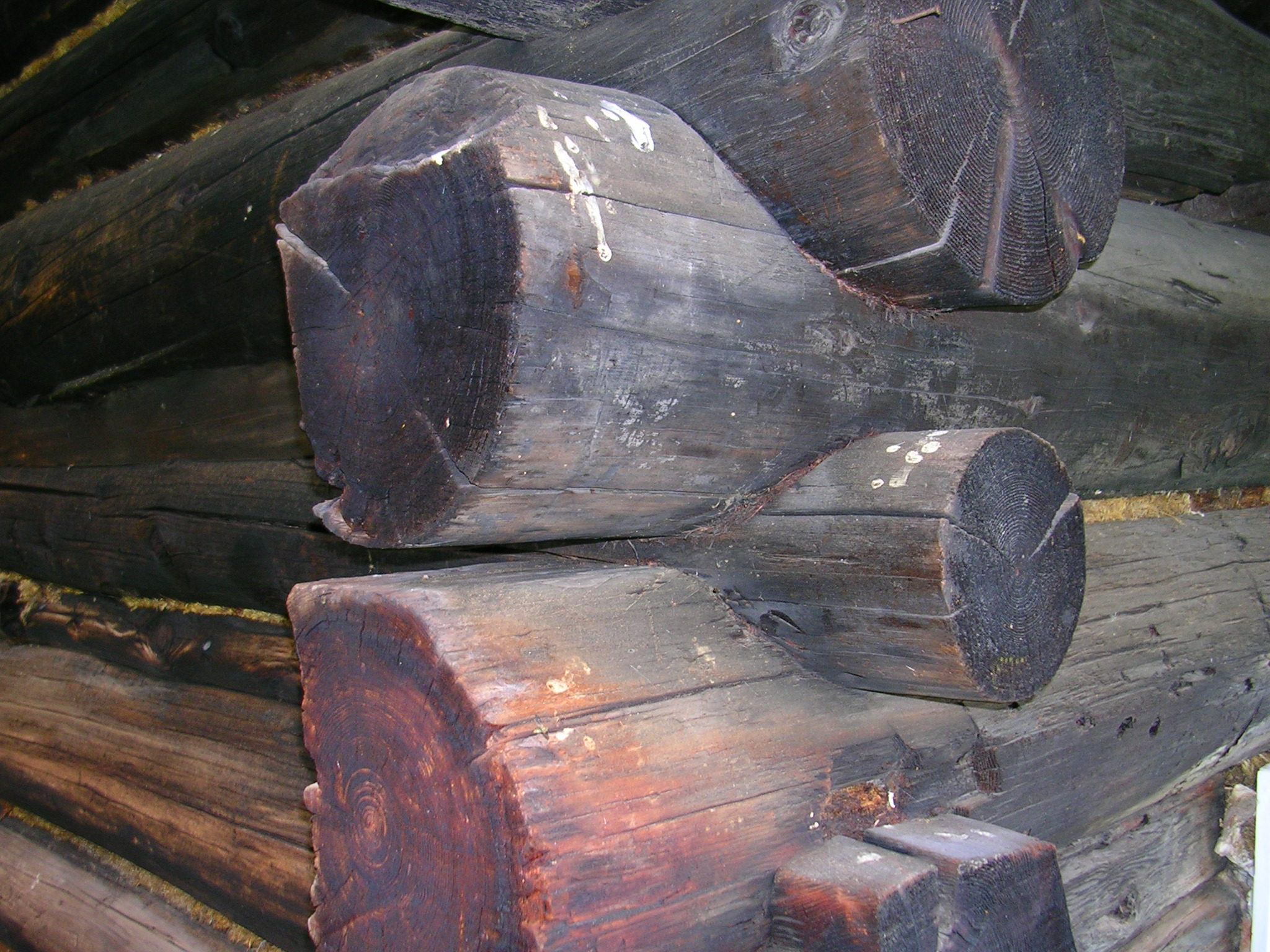
Darstellung des Prinzips der Blockbautechnik. Außenansicht.

## Chronologie
Brunnen sind im Mittelmeerraum seit dem PPNB (Präkeramisches Neolithikum B, etwa 8000 v. Chr.) nachgewiesen, wie in Kissonerga-Mylouthkia und Shillourocambous auf Zypern, wo sie im anstehenden Kalkstein abgeteuft wurden. Aus dem PPNC (ca. 7000 v. Chr.) gibt es drei steinerne Brunnen vom Fundplatz Sha'ar Hagolan in Atlit Yam (Israel), die mit einem Verbund großer Geröllgesteine gebaut wurden.
Im Spätmesolithikum Mitteleuropas gab es künstlich angelegte Gruben zur Wasserversorgung, zum Beispiel im Fundplatz Friesack. In einer dieser Gruben wurde ein Schöpfgefäß aus Birkenrinde entdeckt.
In Europa sind Holzbrunnen erstmals aus der frühen Starčevo-Kultur (etwa 6000 v. Chr.) bekannt. Im Fundplatz bei Slavonski Brod (Kroatien) wurde ein etwa 5 Meter tiefer, zylindrischer Brunnenschacht aus dieser Zeit dokumentiert.
Der früheste bandkeramische Brunnen ist in einer Siedlung der ältesten Bandkeramik von Mohelnice (Mähren) nachgewiesen. Von den Bohlen liegen Dendrodaten von 5540±5 BC bis 5460±5 v. Chr. vor, wobei an den Bohlen das Splintholz fehlt. Neben der ersten Phase des Brunnens von Plaußig werden Eythra 2 (im Tagebau Zwenkau), Brodau und Dresden-Cotta ins 53. Jahrhundert v. Chr. (zwischen 5300 und 5200 v. Chr.) datiert. Eine Ballung von datierten Brunnen gibt es um 5100 v. Chr., wie im Falle von Erkelenz-Kückhoven, Eythra B17 und dem Brunnen von Altscherbitz. Der 2007 entdeckte Brunnen von Niederröblingen (Landkreis Mansfeld-Südharz) fügt sich in den Fundhorizont der jüngeren Bandkeramik ein. Die in der Tagespresse wiedergegebene Ansicht, es handle sich in Niederröblingen um den „weltweit ältesten Brunnen seiner Art“, beruht auf Dendrodaten von baugeschichtlich nicht näher beschriebenen älteren Holzresten. Diese seien bis zu 7500 Jahre alt.
Im Jahre 2011 wurde die Basis des bislang tiefsten Brunnens von Bürgewald im Tagebau Hambach erreicht, die etwa 15 m unter der damaligen Geländeoberfläche liegt.
Die Einführung des Brunnenbaus lässt bislang keinen geographischen Trend erkennen, etwa entlang der Einwanderungsroute der Bandkeramischen Kultur aus dem Pannonischen Becken nach Westen. Stattdessen werden die Brunnen punktuell im gesamten Verbreitungsgebiet der Linienbandkeramik (LBK) gefunden. Gleichwohl war die Einführung des Brunnenbaus in Mitteleuropa eine Neuerung der ersten neolithischen Bevölkerung.

## Brunnenbau
Die im Wasserbau am besten geeignete einheimische Holzart ist Eiche, gefolgt von Erle. Auf Grund des hohen Gerbsäureanteils (Tannin) ist Eichenholz besonders resistent.

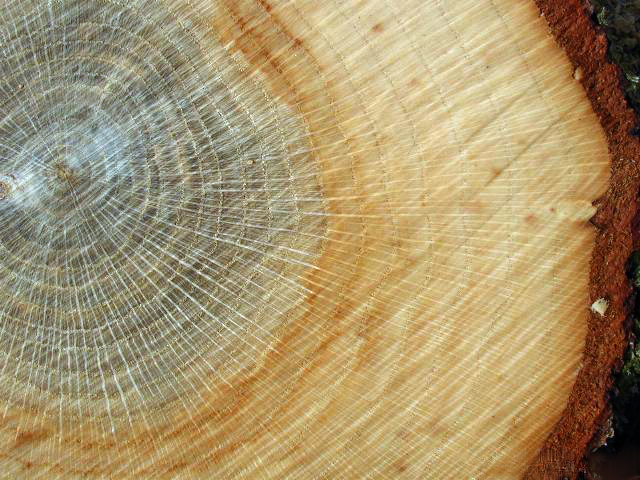
Zeitgenössischer glatter Querschnitt durch eine gefällte Eiche

Das wichtigste Werkzeug zur Holzbearbeitung ist die auf einem Knieholm mit der Schneide quer zur Schlagrichtung geschäftete Dechsel. Parallel geschäftete symmetrische Beilklingen sind für die Linienbandkeramik nicht belegt und treten fallweise im spätesten Mittelneolithikum, regelhaft aber erst im Jungneolithikum auf. Experimente mit Nachbauten von bandkeramischen Dechseln haben deren Effektivität belegt.

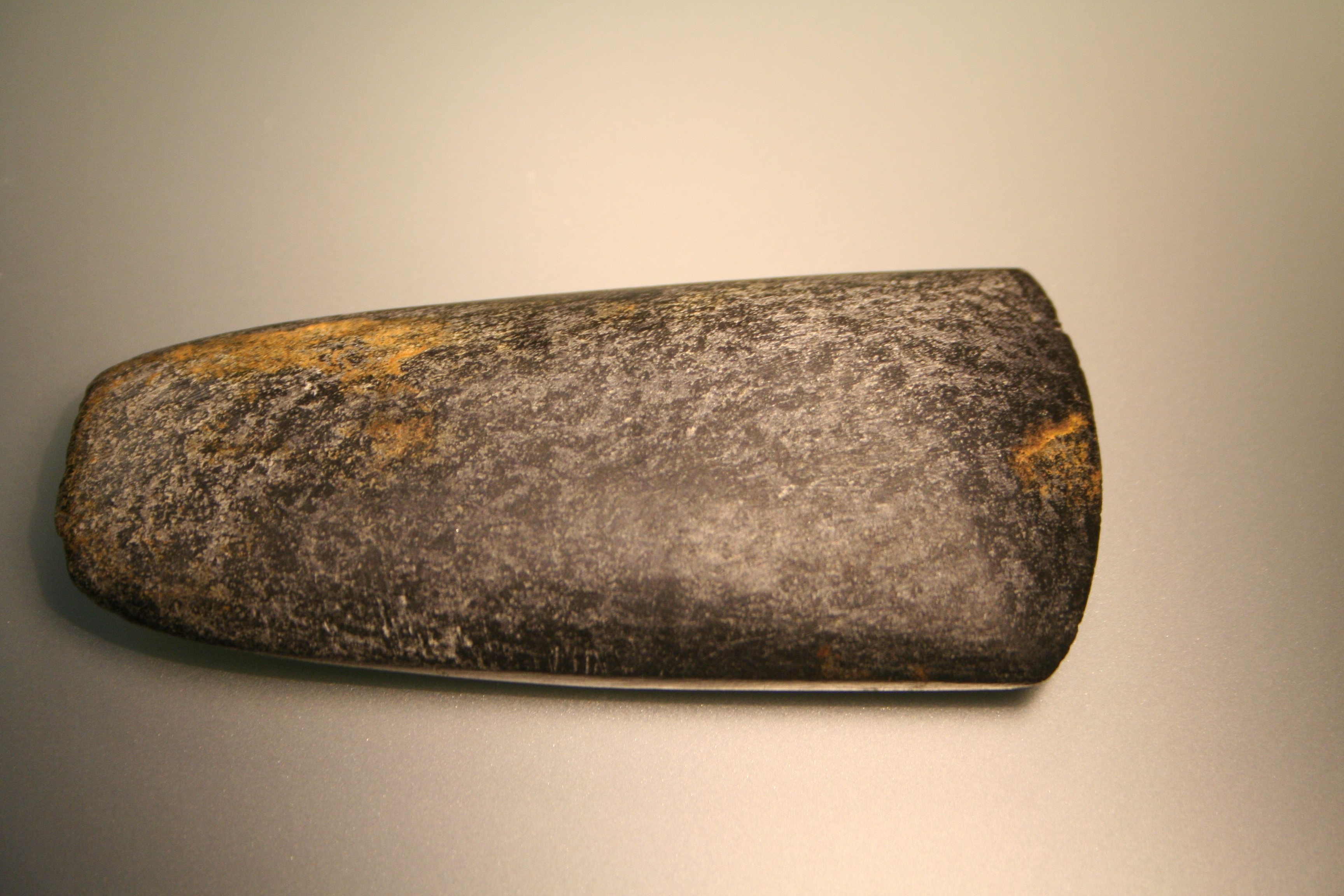
Blatt eines Steinbeils aus dem linienbandkeramischen Brunnen in Schkeuditz-Altscherbitz

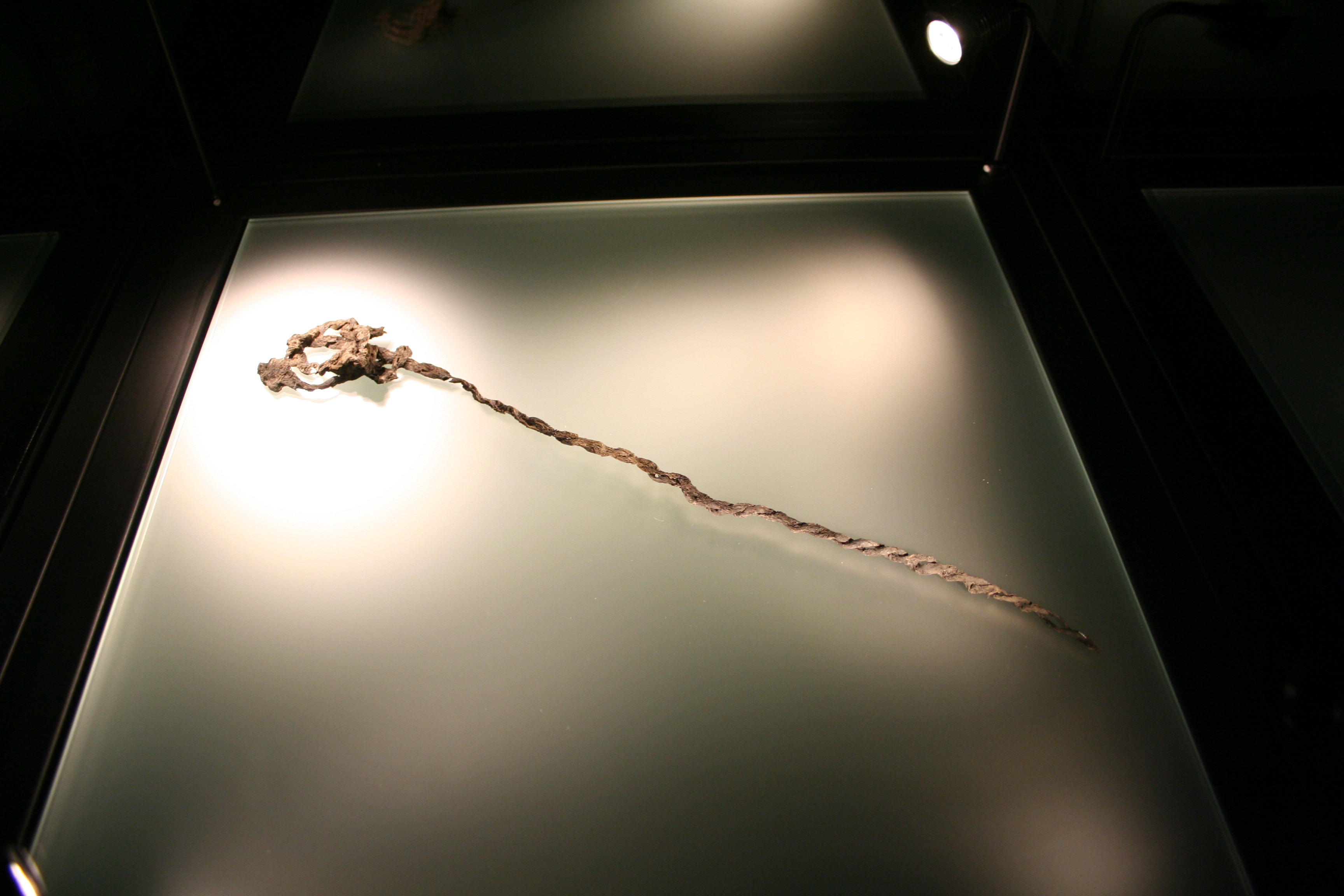
Kordel aus dem Brunnen in Schkeuditz-Altscherbitz

Zum Entrinden der Baumstämme wurde vermutlich eine langstielige Flachdechsel verwendet.
Im Brunnen von Erkelenz-Kückhoven wurde auch das Splintholz entfernt, da nur das Kernholz phenolische Inhaltsstoffe enthält, die es vor Fäulnis schützen. (Kernholz entsteht durch sekundäre Stoffwechselvorgänge des absterbenden Parenchym.)
Wahrscheinlich wurden die gefällten Stämme an Ort und Stelle in Bohlen aufgetrennt und mithilfe von Zugtieren wie Ochsen bewegt. In Erkelenz-Kückhoven wurden Bohlen mit einem Gewicht von bis zu 137 kg eingesetzt, die offenbar durch das Einschlagen von Hartholz-Keilen aus dem Rundholz gewonnen worden.
Zur Verzahnung der Bohlen an den Ecken des Schachts werden Ober- und Unterkanten dort zu je einem Viertel ihrer Höhe eingeschnitten.
In Sachsen wurden auch Holznägel in Brunnen gefunden, die anhand der Jahresringe auf ca. 5000 vor Christus datiert werden konnten.

## Fundorte
Bis heute wurden mindestens 48 bandkeramische Brunnen gefunden, von denen bei einigen die Datierung offen ist:
| Nr. | Fundort (Bundesland, Staat)                                           | Fundjahr  | Brunnenart / Typ                                         | Bemerkungen                                                                         | Erhaltung                                           |
| --- | --------------------------------------------------------------------- | --------- | -------------------------------------------------------- | ----------------------------------------------------------------------------------- | --------------------------------------------------- |
| 1   | Altscherbitz (Sachsen, D)                                             | 2005      | Kastenbrunnen                                            |                                                                                     | sehr gute Holzerhaltung, im Block geborgen          |
| 2   | Arnoldsweiler (Nordrhein-Westfalen, D) – B1                           | 2009      | Kastenbrunnen                                            |                                                                                     | sehr gute Holzerhaltung                             |
| 3   | Arnoldsweiler – B2                                                    | 2009      | Röhrenbrunnen                                            |                                                                                     |                                                     |
| 4   | Arnoldsweiler                                                         | 2009      | Röhrenbrunnen                                            |                                                                                     |                                                     |
| 5   | Bohunice, Ortsteil von Brno (Tschechien)                              | 2007      | vermutlich Kastenbrunnen                                 | nicht komplett ausgegraben, da Grundwasser eindrang                                 |                                                     |
| 6   | Brodau (Delitzsch) (Sachsen, D)                                       | 2005      | Kastenbrunnen mit vermutlich gleichzeitigem Röhreneinbau | Überreste von zwei Schweinen zwischen Kasten und Röhreneinbau                       | gute Holzerhaltung                                  |
| 7   | Cotta (Dresden) (Sachsen, D)                                          | 2004      | Kastenbrunnen                                            |                                                                                     | keine Holzerhaltung                                 |
| 8   | Droßdorf (Sachsen, D) (Tagebau Peres) B1                              | 2014      | Kastenbrunnen                                            |                                                                                     |                                                     |
| 9   | Droßdorf (Sachsen, D) B2                                              | 2014      | Kastenbrunnen                                            |                                                                                     |                                                     |
| 10  | Droßdorf (Sachsen, D) B3                                              | 2014      | Kastenbrunnen                                            |                                                                                     |                                                     |
| 11  | Droßdorf (Sachsen, D) B4                                              | 2014      | Kastenbrunnen                                            |                                                                                     |                                                     |
| 12  | Droßdorf (Sachsen, D) B5                                              | 2014      | Röhrenbrunnen                                            |                                                                                     |                                                     |
| 13  | Droßdorf (Sachsen, D) B6                                              | 2014      | Röhrenbrunnen                                            |                                                                                     |                                                     |
| 14  | Emseloh (Allstedt) (Sachsen-Anhalt, D)                                | 2013      | vermutlich Kastenbrunnen und Röhrenbrunnen               | Vermutlich Röhrenbrunnen in zusammengestürzten Kastenbrunnen gesetzt.               | keine Holzerhaltung                                 |
| 15  | Erkelenz-Kückhoven (Nordrhein-Westfalen, D) – Kasten 1                | 1990      | Kastenbrunnen                                            |                                                                                     | sehr gute Holzerhaltung                             |
| 16  | Erkelenz-Kückhoven (Nordrhein-Westfalen, D) – Kasten 2/3              | 1990      | Kastenbrunnen                                            | Zwei Brunnenkästen, teleskopartig nacheinander ineinander gesetzt.                  |                                                     |
| 17  | Eythra, Brunnen „B17“ (Tagebau Zwenkau; Sachsen, D)                   | 1997      | Kastenbrunnen                                            |                                                                                     |                                                     |
| 18  | Eythra, Brunnen „B21“                                                 | 1998      | Röhrenbrunnen                                            |                                                                                     |                                                     |
| 19  | Eythra, Brunnen „B22“                                                 | 1998      | Kastenbrunnen                                            | vermutlich, leicht versetzt auf B21 aufgesetzt                                      |                                                     |
| 20  | Füzesabony-Gubakút (Ungarn)                                           | 1995/1996 |                                                          | keine Einbauten festgestellt bzw. nachgewiesen                                      |                                                     |
| 21  | Fußgönheim (Rheinland-Pfalz, D)                                       | 2007      | Kastenbrunnen                                            |                                                                                     | keine Holzerhaltung                                 |
| 22  | Ittenheim (Bas-Rhin, Region Grand Est (ehemals Elsass, F)) – B1       | 2006      | Kastenbrunnen                                            |                                                                                     |                                                     |
| 23  | Ittenheim (F) – B2                                                    | 2006      | Kastenbrunnen                                            |                                                                                     |                                                     |
| 24  | Kruszyn (Woiwodschaft Kujawien-Pommern, Polen) „A42“                  | 2008      | Röhrenbrunnen                                            |                                                                                     |                                                     |
| 25  | Kruszyn „A47“                                                         | 2008      |                                                          | Form lässt Deutung als Kasten- sowohl auch als Röhrenbrunnen zu                     | keine Holzerhaltung                                 |
| 26  | Mannheim, OT Straßenheim (Baden-Württemberg, D)                       | 2001      | Kastenbrunnen                                            |                                                                                     | Holz nur anhand von Sedimentverfärbung nachgewiesen |
| 27  | Mannheim-Vogelstang (Baden-Württemberg, D)                            | 1969      | Kastenbrunnen                                            | Erst 2002 aufgearbeitet                                                             | keine Holzerhaltung                                 |
| 28  | Most (Tschechien)                                                     | 1976      | ohne Einbauten mit rundem Querschnitt                    |                                                                                     |                                                     |
| 29  | Meuselwitz-Zipsendorf (Sachsen, D)                                    | 1907      | vermutlich Kastenbrunnen                                 |                                                                                     |                                                     |
| 30  | Mohelnice (Tschechien)                                                | 1970      | Kastenbrunnen                                            | möglicherweise war auch ein Baumstamm mit verbaut, dies ist jedoch nicht gesichert. |                                                     |
| 31  | Bürgewald (Tagebau Hambach) (Nordrhein-Westfalen, D)                  | 2009      | Kastenbrunnen                                            | momentan der Brunnen mit der größten Tiefe                                          | sehr gute Holzerhaltung                             |
| 32  | Niederröblingen (Sachsen-Anhalt, D)                                   | 2007      | Kastenbrunnen                                            | im Block geborgen, möglicherweise noch eine Vielzahl mehr Brunnen in der Siedlung   | sehr gute Holzerhaltung                             |
| 33  | Plaußig (Sachsen, D)                                                  | 2003      | Kastenbrunnen                                            |                                                                                     |                                                     |
| 34  | Rehmsdorf-Rumsdorf (Sachsen-Anhalt, D)                                | 1921      |                                                          |                                                                                     |                                                     |
| 35  | Riestedt (Sachsen-Anhalt, D)                                          | 2006      | vermutlich ohne Einbauten                                |                                                                                     |                                                     |
| 36  | Sajószentpéter (Komitat Borsod-Abaúj-Zemplén, Ungarn)                 | 2012      | Röhrenbrunnen                                            |                                                                                     |                                                     |
| 37  | Schletz (Niederösterreich, A)                                         | 1993      | Kastenbrunnen                                            |                                                                                     | Holz nur durch Sedimentverfärbung festgestellt      |
| 38  | Schönebeck (Elbe) (Sachsen-Anhalt, D)                                 | 2006      | Röhrenbrunnen                                            |                                                                                     | Holz schlecht erhalten                              |
| 39  | Schönebeck (Elbe)                                                     | 2006      | Röhrenbrunnen                                            |                                                                                     |                                                     |
| 40  | Schönebeck (Elbe)                                                     | 2006      | Röhrenbrunnen                                            |                                                                                     |                                                     |
| 41  | Schönebeck (Elbe)                                                     | 2006      | Röhrenbrunnen                                            |                                                                                     |                                                     |
| 42  | Windehausen (Heringen/Helme, Landkreis Nordhausen, Thüringen, D) – B1 | 2012      | Kastenbrunnen                                            |                                                                                     | keine Holzerhaltung                                 |
| 43  | Windehausen – B2                                                      | 2012      | ohne Einbauten                                           |                                                                                     | keine Holzerhaltung                                 |
| 44  | Würnitz (Niederösterreich, A)                                         | 2009      | ohne Einbauten                                           |                                                                                     |                                                     |

### Weitere Brunnenanlagen
Neben den genannten gibt es weitere Brunnenbefunde, die in der Fachliteratur kontrovers diskutiert werden. Dies ist oftmals der unklaren Datierung, der nicht vollständigen Ausgrabung oder einer schlechten Dokumentation geschuldet.
- Arnoldsweiler – hier gibt es einzelne weitere Grubenanlagen, unterschiedlicher Tiefe, die möglicherweise als Brunnen bzw. Schöpfstellen genutzt wurden
- Cheny (Frankreich)
- Darion-Collia (Geer) Belgien
- Echilleuse (Département Loiret, Centre-Val de Loire, Frankreich)
- Hollonge – Douze Bonniers (Belgien)
- Ludwinowo – Kujawien (Polen) „zwei Brunnen in Schachttechnik“[26]
- Köln-Lindenthal (Nordrhein-Westfalen, D) – „Teich“
- Müddersheim (Nordrhein-Westfalen, D) – „Ziehbrunnen“
- Weißandt-Gölzau (Sachsen-Anhalt, D) – nicht vollständig ausgegraben[27]